# Louis Buvelot
Abram-Louis Buvelot (Morges, 3 marzo 1814 – Victoria, 30 maggio 1888) è stato un pittore svizzero.
Buvelot è meglio conosciuto per il suo grande contributo all'arte australiana. Le sue opere, per lo più paesaggi di petrolio, sono abbastanza ben considerati, ma forse il suo impatto è stato ancora maggiore come tutor di alcuni membri della scuola di Heidelberg, tra cui Arthur Streeton.

## Biografia
Era il secondo figlio di François Simeon Buvelot, ufficiale postale, e di sua moglie Jeanne-Louise Heizer, un insegnante di scuola. Buvelot ha lavorato sotto Marc-Louis Arland a Losanna, e dal 1834 ha continuato i suoi studi a Parigi con Camille Flers. Dopo pochi mesi migrò a Bahia, in Brasile, dove ha lavorato nella piantagione di caffè di suo zio. Nell'ottobre 1840 Buvelot si trasferisce a Rio de Janeiro, dove furono acquistate alcune sue opere dall'imperatore Pietro II. Nel novembre 1843 Buvelot sposò Marie-Félicité Lalouette.
Buvelot tornò in Svizzera nel 1852. Avendo vissuto in un paese caldo per molto tempo, il freddo della Svizzera peggiorò la sua salute e perciò lasciò la sua famiglia a La Chaux-de-Fonds e partì da Liverpool diretto a Melbourne, nel 1864, accompagnato da Caroline-Julie Beguin, un'insegnante.

## Carriera
Arrivando a Melbourne nel febbraio 1865, Buvelot aprì un'attività di fotografia per un anno, ma ben presto riprese a dipingere. La sua nuova moglie, Caroline-Julie Beguin, lo aiutò a trovare acquirenti per i suoi quadri, come James Smith è stato uno dei primi. Nel 1869 gli amministratori della National Gallery of Victoria comprarono due dei suoi quadri. Continuò costantemente a dipingere fino a alla sua morte, avvenuta il 30 maggio 1888.